# Bükkaranyosi szélerőmű
A bükkaranyosi szélerőmű 2005 május óta üzemel. Egy Vestas V27 típusú szélerőmű, 225 kW maximális teljesítménnyel bír. 
Bükkaranyoson két szélkerék van. Ezek a szélerőművek a termelt energiát „beadják” a közösbe, és megkapják az árát. Bükkaranyos község Borsod-Abaúj-Zemplén vármegyében,  a Miskolci járásban található. A megújuló energiaforrások elterjedése szélerőművek tekintetében Magyarország északnyugati részére jellemző. 